# Montfort-sur-Risle
Montfort-sur-Risle – miejscowość i gmina we Francji, w regionie Normandia, w departamencie Eure.
Według danych na rok 1990 gminę zamieszkiwały 913 osoby, a gęstość zaludnienia wynosiła 232 osoby/km² (wśród 1421 gmin Górnej Normandii Montfort-sur-Risle plasuje się na 271 miejscu pod względem liczby ludności, natomiast pod względem powierzchni na miejscu 775).